# Luciana Littizzetto
Luciana Littizzetto (Turín, 29 de octubre de 1964) es una actriz, escritora y comediante italiana.

## Biografía
Littizzetto creció en el distrito de San Donato en Turín, donde su familia, originaria de Bosconero, tenía una tienda de lácteos. Se graduó en 1984 en la escuela de música de Turín con un título en ejecución de piano. Más tarde obtuvo una licenciatura de la Universidad de Turín, en la Facultad de Humanidades, y también asistió a una escuela de actuación en el municipio de Moncalieri.
Trabajó brevemente como profesora de escuela y paralelamente actuó en teatros locales de Turín y su provincia. Posteriormente se desempeñó como actriz de doblaje en telenovelas extranjeras. En 1993 formó parte del elenco del programa de televisión Cielito Lindo, interpretando el personaje de Sabrina. Durante esa década trabajó principalmente para la empresa de entretenimiento Mediaset, debutando en el programa de variedades Zelig.
Desde entonces, Littizzetto ha creado varios personajes famosos y ha entretenido al público italiano con su variada obra televisiva, cinematográfica, teatral y literaria. En la actualidad ha publicado cerca de quince libros de humor. En 2007 fue honrada por el presidente de la República Italiana Giorgio Napolitano con el prestigioso Premio De Sica, otorgado por logros culturales y de entretenimiento.

## Filmografía

### Cine
| Año  | Título                                         | Papel              | Notas |
| ---- | ---------------------------------------------- | ------------------ | ----- |
| 1997 | We All Fall Down                               |                    | Cameo |
| 1997 | Three Men and a Leg                            | Giuliana Cecconi   |       |
| 1999 | Screw Loose                                    | Mujer canosa       |       |
| 1999 | E allora mambo!                                | Lisa               |       |
| 1999 | La grande prugna                               | Giulia             |       |
| 1999 | Tutti gli uomini del deficiente                | Amiga de Stella    |       |
| 2000 | Tandem                                         | Oficial de policía | Cameo |
| 2001 | Ravanello pallido                              | Gemma Mirtilli     |       |
| 2004 | Se devo essere sincera                         | Adelaide Bertoglio |       |
| 2005 | Manuale d'amore                                | Ornella            |       |
| 2006 | Cover Boy                                      |                    | Cameo |
| 2007 | Ripopolare la reggia                           | Ella misma         |       |
| 2008 | Tutta colpa di Giuda                           | Hermana Bonaria    |       |
| 2010 | Genitori & figli - Agitare bene prima dell'uso | Luisa              |       |
| 2010 | Marriage and Other Disasters                   | Benedetta          |       |
| 2010 | Maschi contro femmine                          | Anna               |       |
| 2011 | Femmine contro maschi                          | Anna               |       |
| 2011 | Un día más                                     | Sra. Boldrini      |       |
| 2012 | È nata una star?                               | Lucia Cuviello     |       |
| 2013 | Aspirante vedovo                               | Susanna            |       |
| 2015 | Io che amo solo te                             | Dora               |       |

### Televisión
| Año       | Título         | Papel                | Notas        |
| --------- | -------------- | -------------------- | ------------ |
| 2004      | Camera Café    | Ella misma           | 1 episodio   |
| 2008      | Pinocchio      |                      | 2 episodios  |
| 2009      | Non pensarci   | Marta                | 13 episodios |
| 2011–2015 | Fuoriclasse    | Isabella Passamaglia | 28 episodios |
| 2019      | Romolo + Giuly | Dios                 | 2 episodios  |
| 2019      | Foodie Love    | Heladera             | 1 episodio   |